# Пертская красавица (опера)
Пертская красавица (фр. La jolie fille de Perth) — опера в четырёх актах композитора Жоржа Бизе на либретто Жюль-Анри Сен-Жоржа и Жюля Адени по роману «Пертская красавица» Вальтера Скотта. Опера была написана в 1866 году по заказу антрепренёра Артюра Леона Карвальо. Премьерный показ, сыгранный труппой Имперского театра лирической оперы в Шатле в Париже, состоялся 26 декабря 1867 года.
Музыковеды подвергли суровой критике работу либреттистов, обвиняя их в использовании многочисленных клише и невероятных событий. Тем не менее, критики положительно оценили прогресс в творчестве композитора по сравнению с его предыдущими операми, особенно выстраивание сцен, его мелодичные и инструментальные идеи.

## Постановки
Хотя работу над оперой композитор завершил к концу 1866 года, генеральная репетиция состоялась лишь в сентябре 1867 года, а премьера — спустя три месяца. 3 ноября 1890 года опера была возобновлена на сцене театра Эдем и выдержала одиннадцать спектаклей.
«Пертская красавица» была поставлена в 1868 году в Брюсселе и 1885 году в Женеве. Опера ставилась на других языках: немецком в Веймаре и Вене в 1883 году и английском в Манчестере и Лондоне в 1917 году.
В 1968 году она была поставлена на Уэксфордском фестивале, в 1988 году на фестивале Театр Империаль в Компьене и в 2006 году на фестивале в Бакстоне. Опера была записана на BBC в Манчестере к столетию Жоржа Бизе в 1975 году.

## Действующие лица
| Роль                                                                                                   | Голос       | Первый исполнитель |
| --- | ----------- | ------------------ |
| Генри Смит, кузнец                                                                                     | тенор       | месье Масси        |
| Кэтрин Гловер                                                                                          | сопрано     | Жанна де Врие      |
| Саймон Гловер, её отец, перчаточник                                                                    | бас         | Эмиль Вартель      |
| Маб, королева цыган                                                                                    | сопрано     | Алиса Дюкасс       |
| Ральф, ученик перчаточника                                                                             | бас-баритон | Ф. Люц             |
| Герцог Ротсей                                                                                          | баритон     | Арман-Огюст Барре  |
| Лорд                                                                                                   | тенор       | месье Будиа        |
| Дворецкий                                                                                              | бас         | месье Гийо         |
| Рабочий                                                                                                | бас         | месье Неве         |
| Хор рабочие, часовые, артисты, цыгане, гости герцога, дворяне, ремесленники, бакалавры и юные девушки. |             |                    |

## Сюжет
Место и время действия — Перт XIV века.

### Акт I
Работники в мастерской кузнеца Генри Смита поют накануне праздника. Только Генри Смит размышляет, согласится ли кокетливая Кэтрин Гловер, «пертская красавица», стать его «валентинкой», то есть женой. В мастерскую вбегает Маб, королева цыган. Она просит укрыть её от преследующих её дворян из свиты герцога Ротсея, правителя Перта. Неожиданно в кузнице в сопровождении отца, перчаточника Саймона Гловера, и его ученика, Ральфа, появляется Кэтрин Гловер. Маб прячется в соседней комнате. Кэтрин радуется зиме. Пришедшие с ней мужчины уходят, оставив девушку наедине с женихом. Кузнец ещё до дня святого Валентина передаёт возлюбленной выкованную им позолоченную розу. Внезапно в кузнице появляется незнакомец и требует от хозяина заострить лезвие своей шпаги. Пока кузнец занят работой, незнакомец флиртует с его невестой. Взбесившийся от ревности Генри Смит бросается на заказчика с молотом, но его останавливает вышедшая из укрытия Маб. Она говорит, что незнакомец — это герцог Ротсей. Появление Маб вызывает ревность у Кэтрин. Девушка бросает подаренную женихом розу, которую незаметно поднимает цыганка.

### Акт II
Площадь в Перте. Поздним вечером Саймон Гловер прогоняет гуляк, которые собираются под окном Кэтрин. Появляется танцующая Мэб. Герцог Ротсей отправил её за «пертской красавицей», для которой устроил пир в своём дворце. Цыганка была любовницей герцога до того, как он увлёкся Кэтрин. Она делает вид, что соглашается, но клянется отомстить непостоянному любовнику. Появляется Генри Смит и поёт серенаду под окном возлюбленной, но напрасно. В полночь к дому подходит пьяный Ральф, огорчённый своим одиночеством. Дворецкий герцога спрашивает его о том, где живёт Кэтрин Гловер. Под видом последней появляется переодетая Маб, которая садится в герцогские носилки и её уносят. Ральф принимает Маб за Кэтрин и спешит рассказать обо всём кузнецу. Тем временем, настоящая Кэтрин открывает окно, чтобы ответить возлюбленному, но его уже нет.

### Акт III
Ночной пир во дворце герцога Ротсея. Герцог хвастается перед друзьями о своей последней любовной победе. Появляется дама в маске, которая соглашается снять её только перед ним одним. Оставшись наедине, Маб избегает Ротсея, но тому удаётся выхватить из её лифа позолоченную розу. Терзаемый ревностью Генри Смит тайно пробирается в зал во дворце герцога. Наступает утро, и Ротсей готовится к приему подданных. Перчаточник Саймон, вместе с Кэтрин, приходит к феодалу за разрешением на брак дочери с кузнецом. Увидев Кэтрин, Ротсей удивляется. Ведь только что он оставил девушку в своих покоях. Герцог догадывается, что оказался обманут бывшей любовницей. Внезапно появляется Генри Смит и обвиняет Кэтрин в неверности. Девушка защищает свою честь, и он начинает сомневаться, как вдруг замечает на герцоге свою позолоченную розу. Кузнец снова обвиняет невесту в предательстве и на этот раз никто не может его убедить в обратном. Он убегает. Кэтрин потрясена.

### Акт IV
Удручённый случившимся Генри Смит сидит на дереве в пустынном месте. Сегодня в День святого Валентина они с Кэтрин должны были пожениться. Ральф и некоторые ремесленники пытаются убедить его в невиновности Кэтрин. Чтобы защитить честь девушки, Ральф бросает Генри вызов. Появляется Кэтрин, и кузнец признается, что позволит убить себя ради чести возлюбленной.
Тем временем, на главной площади в Перте появляется Маб с известием для Кэтрин о том, что герцог вмешался и не допустил поединка между Генри и Ральфом. Саймон сообщает цыганке, что его дочь сошла с ума. Появляется Кэтрин и рассеянно поёт балладу. Раскаявшись в обмане, Маб признаётся в нём кузнецу. Счастливый кузнец спешит к возлюбленной. Его голос возвращает ей рассудок. Генри и Кэтрин снова вместе, и все готовятся к радостному дню святого Валентина.

## Фрагменты
- Оркестровая сюита из фрагментов оперы, под названием «Богемские сцены», была опубликована отдельно. Она часто исполняется на концертах и записывается в студиях. Фрагменты: «Прелюдия» (Акт I), «Серенада» («Viens, ma belle, je t’attends», Акт II), «Марш» («Bon citoyens», Акт II) и «Богемские танцы» (дивертисмент, Акт II).
- В советском фильме «Зеркало для героя» звучит серенада Смита на русском языке в исполнении Геннадия Пищаева[2][3][4].

## Записи
- 19 сентября 1943 года (радиотрансляция). NBC Symphony Orchestra. Дирижёр: Артуро Тосканини.
- 5-6 июня 1949 года. Гвен Кэтли[англ.], Ричард Льюис[англ.], Трефор Джонс, Норман Уолкер[англ.], Лорелай Дир, Оуэн Бранниган[англ.], Дэвид Холман[англ.], BBC Theatre Chorus, Chorus Master John Clements. Royal Philharmonic Orchestra. Дирижёр: сэр Томас Бичем.
- 1985 год. Джун Андерсон, Альфредо Краус, Джино Килико, Жозе ван Дам, Chœurs de Radio-France. Nouvel Orchestre Philharmonique. Дирижёр: Жорж Претр.